# Neckera scabriseta
Neckera scabriseta là một loài Rêu trong họ Neckeraceae. Loài này được (Taylor) Müll. Hal. miêu tả khoa học đầu tiên năm 1850.